# 无锡硕放机场
无锡硕放机场，位于中国江苏省无锡市新吴区硕放街道东南部，西北距无锡市区16公里，离无锡新区2公里、东南距苏州市区20公里，离苏州新区5公里，是一个民用航空及军用机场。 █ 无锡地铁3号线经过机场，在机场西南约3公里处设有沪宁高速铁路无锡新区站，东北端1.65公里处则有沪宁高速公路通过。
无锡硕放机场是江苏省第二大机场，也是江苏全省9个机场中除南京机场外唯一一个盈利的机场。机场目前有两个航站楼、23个登机口（T1航站楼1-12，T2航站楼13-23）、26个停机位（目前新停机位建设中），飞行跑道长3200米，机场飞行区等级为4E。
2023年5月，机场货运总枢纽站房及配套的部分第二跑道滑行道工程正式开工，这也标志着机场扩建的正式开始。
2024年12月14日，硕放机场年旅客吞吐量首次突破1000万人次，成为江苏省第二个年旅客吞吐量超过1000万人次的机场，并且无锡硕放机场关于新建二跑道、一跑道延长、新建T3航站楼、综合交通枢纽等内容的总规修编方案获得民航局批复。

## 机场集团概要
无锡苏南国际机场集团有限公司由无锡市人民政府批准，于2009年9月在无锡空港产业投资公司的基础上更名组建的国有集团型企业，同时也是当时无锡国资委下属七大产业集团之一，是无锡机场设施投融资、建设、管理及其相关产业经营管理的主体，经营管理机场集团国有资产，并承担授权范围内国有资产保值增值的责任。由无锡市人民政府授权及委托履行机场规划建设管理、航线开辟和协调军用航空、民用航空关系等职能，是机场建设和发展的投融资平台和机场公司的管理平台；承担无锡机场建设资金的融资载体职能，承担机场建设项目的投资主体职能并实施经营管理；按市场化原则，通过投资、控股、参股等方式组建项目法人，实施项目的建设、经营和管理，获得投资收益和经营收益；承担国有资产的产权经营管理职能，负责机场的专营权管理；协调机场与空军、民航等方面的关系；协调军民航飞行矛盾，负责航线开辟；协调机场规划建设与空港园区发展的关系；负责机场净空管理和综合治理工作等工作。
当前机场集团注册资本达34亿元，下辖无锡机场有限责任公司、无锡空港物流有限公司、无锡太湖航空票务有限责任公司等3个控股子公司和无锡东方航空食品有限责任公司1个参股子公司。机场集团将致力于打造苏南国际航空发展建设平台，服务于无锡乃至江苏苏南区域经济的发展，充分发挥无锡地处长三角区域交通枢纽优势，整合内部资源，优化产业结构，积极协调军用航空和民用航空关系，负责航线开辟，促进无锡民航事业快速、稳定、健康发展。

## 发展历史
1955年，机场始建。1956年，原驻凤城大堡机场的空军部队移驻无锡，初称望亭场站，1957年2月改为硕放场站，1975年改称86434部队。:2450

### 开通民航
1980年代中期，无锡市和当时有空军背景的联航联手，在无锡机场开辟了联航在全国的第一条航线——无锡至北京包机航线，此后又新辟了惠阳、佛山、福州等航线，一年引来1.6万乘客。但由于军队停止经商，机场于2002年停飞地方航线，空中通道被阻断。
自2002年起，随着上海国际、港澳航班“东移”上海浦东国际机场，加之沪宁高速公路日渐拥堵等原因，原先受上海空港辐射的苏州与无锡两市均提出新建机场的计划。同时成立不久的深圳航空寻求扩张机会，计划通过在长三角的二、三线机场设立基地以逐步占据市场份额。在此背景下，2003年7月，深航与无锡市政府签订了合作协议书，决定深圳航空在无锡建立分公司并参与无锡机场的改扩建工程。随后硕放机场在原军用设施上仅用80天便完成了改扩建，并在2004年2月18日正式恢复民用通航，当年即完成旅客吞吐量32万人次。
2005年7月，东航江苏公司无锡基地启用。

### 扩建
2005年12月，无锡机场启动二期改扩建工程。該工程使跑道由2200米延长至3200米，同时新建了9.4万平方米的民航站坪、4.2万平方米的候机楼等设施。2007年起，又按4E级机场要求启动了跑道盖被工程，使飞行区等级指标達到4E，可满足B747机型减载起降。
2008年，苏南国际机场确定选址在无锡机场。2009年，机场正式开通首条国际航线——无锡至大阪，由深圳航空执飞。2010年5月11日，经江苏省人民政府决定，在无锡硕放机场的基础上成立苏南硕放国际机场有限公司，机场由无锡市、苏州市、江苏省、深圳航空共建，机场自此长期作为“苏南硕放国际机场”为人所知。
2010年，国务院制订了《长江三角洲地区区域规划》，依据规划，无锡硕放机场最终将建设成为国家干线机场、苏南地区一类航空口岸和区域枢纽机场。爲實現此一規劃，2011年10月，無錫市在機場原航站楼北侧擴建总建筑面积约6.343万平米的新航站樓。
2012年2月9日，由扬子江快运航空执飞的一架波音747-400航班降落在无锡机场，使无锡机场正式进入「大机场俱乐部」。无锡机场也是目前江苏除禄口机场外，唯一起降过波音747机型的机场。
2014年7月，因有军机进驻而长期无法让外籍航空公司进港的硕放机场，终于获得国务院批准开放双向航空口岸。
2015年1月，历经四年多建设，无锡机场T2航站楼（即原二期扩建工程）终于投入使用。这使得无锡机场的航站楼总面积达到10.6万平米，可满足旅客吞吐1000万人次需要，同时，机场还新建10个单通道登机桥，新设了36个值机柜台、14个安检通道，使整个机场的登机桥、值机、安检通道数量分别增加至16个、64个、21个，旅客的乘机将更为便捷。
2023年5月，机场货运总枢纽站房及配套的部分第二跑道滑行道工程正式开工，这也标志着机场扩建的正式开始。
2024年12月14日，硕放机场年旅客吞吐量首次突破1000万人次，成为江苏省第二个年旅客吞吐量超过1000万人次的机场，并且无锡硕放机场关于新建二跑道、一跑道延长、新建T3航站楼、综合交通枢纽等内容的总规修编方案获得民航局批复。
2023年9月，机场因跑道维修和T1、T2航站楼内部设备更新，于9月3日9:00至9月23日24:00临时关闭。2025年4月24日10:10至4月27日18:00，因基础设施提升改造，硕放机场再次临时关闭。

## 机场设施

### 跑道及停机坪

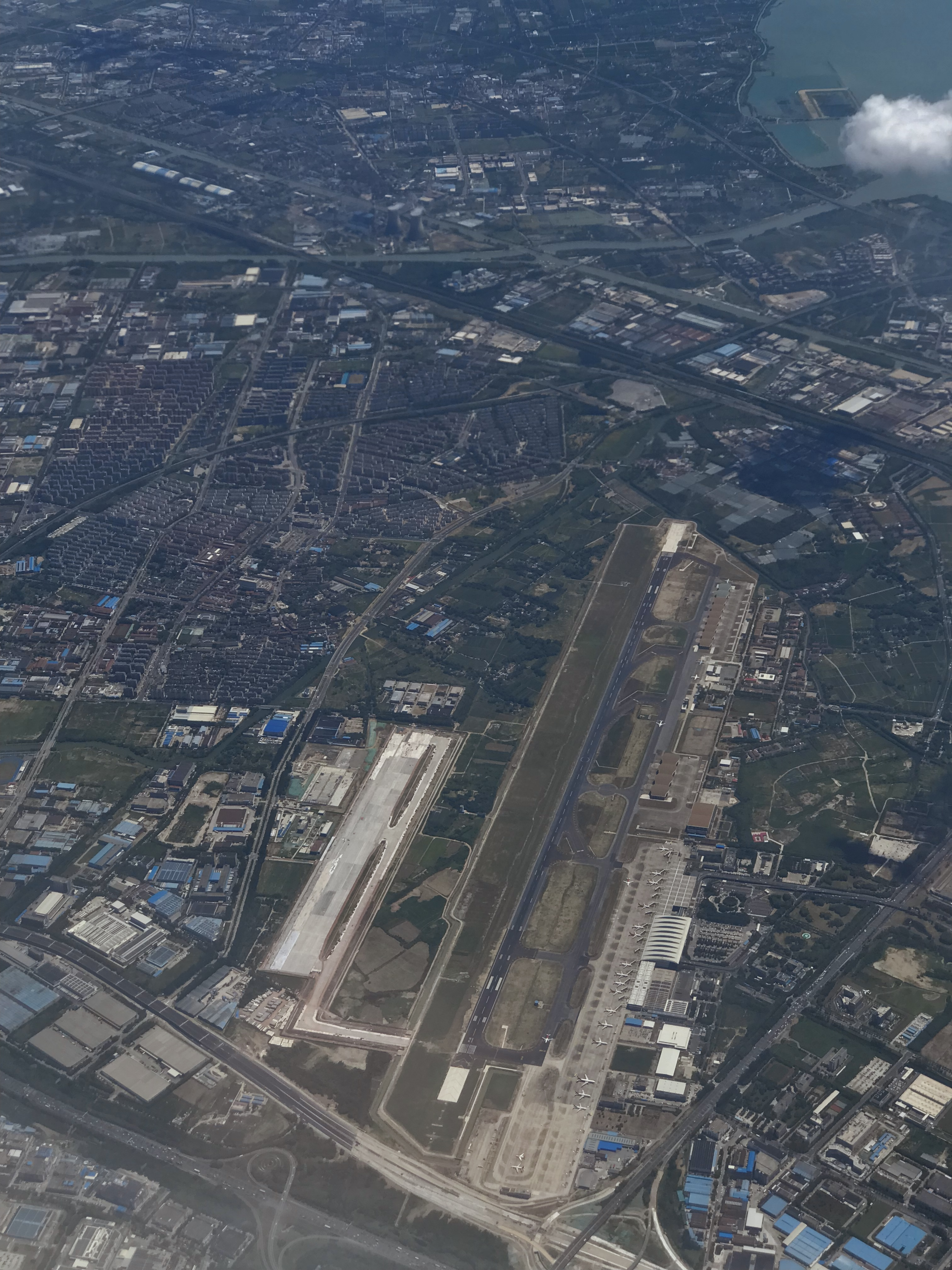
俯瞰视角 左侧为扩建中的货站及第二跑道配套的部分滑行道

无锡硕放机场现有一条跑道，于2005年完成飞行区扩建，长3200米、宽50米，滑行道2050米*23米，磁方位角编号为03/21，机场配备了I类仪表着陆系统和I类精密进近灯光系统等，目前可保障空客A320、空客A330、波音737、波音747系列等机型的起降。硕放机场未来规划建设第二跑道以及配套航站楼等设施，目前已开始相关工作手续。
停机坪区域原可同时停放15架飞机，经扩建后，现已增加10个停机位，共计40个停机位。

### 航站楼
2007年9月28日，无锡硕放机场新航站楼正式投运。新航站楼为两层前列式结构，一楼为到达大厅，二楼为出发大厅，并设有地下停车场，总面积4.2万平方米，设计容量300万人次每年。候机楼内设有28个值机柜台、10个安检通道及6座廊桥可使旅客直接从出发大厅登上飞机。候机楼的设计还融入了太湖睡莲、紫砂壶、古运河、清名桥、鼋头渚等无锡元素。值得一提的是，在航站楼屋顶幕墙上，特别建设了一个75千瓦的太阳能发电站，这是国内机场首次大规模采用光伏玻璃幕墙。
机场航站楼二期扩建工程位于原航站楼北侧。建筑主楼总占地面积为24505平方米，地上和地下总建筑面积63430平方米，局部最高点有39.2米，工程总投资9.99亿元。航站楼以现代化的材料传达出江南山水园林的意境，呈现出“花瓣”合拢，“莲花”绽放的不同意像。主体钢结构屋面形状酷似“莲花瓣”，九片“莲花瓣”组成了“绽放的莲花”，形象清新高雅。航站楼总建筑面积10.5万平方米，由入口门厅、候机大厅、二期候机廊、一二期连接走廊、二期车道边雨篷5个部分组成。工程完成后，与一期航站楼连为一体。二期扩建工程还包括10个登机桥，14个安检通道、6个行李提取转盘，机场的登机桥、安检通道总数分别增加至16个、21个。
2015年1月1日，T2航站楼（即原二期扩建工程）正式进入试运行阶段。试运行期间，南方航空、四川航空、山东航空的航班将转到新楼，春节前将择时将所有国内航班全部转到新楼保障，原航站楼保障国际航班。
2015年1月19日，T2航站楼（即原二期扩建工程）正式启用，保障全部国内航班。自1月19日起零点起，所有进出港国内航班的保障工作均在新航站楼展开，国际（地区）航班仍在老航站楼国际区保障。
目前伴随无锡机场新货站与第二跑道的部分配套滑行道的开工建设，无锡机场规划的T3航站楼规划的建筑面积预计将超过T1与T2两座航站楼的建筑面积总和。

### 配套设施
- 候机楼内提供免费WIFI，AP名为wuxi-airport。
- 2010年3月12日，机场国际厅免税店正式开张营业，[40]这也是苏南地区第一家免税店。
- 机场设有台湾居民口岸签注点，可为台湾籍乘客抵达无锡后提供落地签注。[41]
- 2015年1月19日，随着T2航站楼的投入使用，硕放机场首次引进了无锡及苏南周边特产，如“陆稿荐”、“王兴记”、“黄天源”、“兰州牛肉面”等中华老字号；机场还增设了星巴克、迪欧咖啡、汉堡王、真功夫、食尚坊、恒记甜品等中西餐饮，以满足旅客不同需求。在零售方面，机场首次引进“FamilyMart（全家）”连锁便利店。为增加旅客体验，T2航站楼还引进了紫砂陶艺体验馆。在馆内，旅客不仅可以欣赏到紫砂大师的作品，同时可以亲身体验紫砂壶的制作。[42]
- 2023年，机场航跑道维修以及航站楼内部装修期间还引进了人气奶茶品牌“茶颜悦色”与数量众多的优质餐饮店铺，给广大旅客提供了待机期间饮品新选择。[43][44]

### 空中交通服务
苏南硕放国际机场的进离场、进近管制服务原由上海终端管制中心负责。2020年7月启用无锡进近管制区，2022年12月12日建成独立新进近管制室。
- ATIS:127.65 MHz
- 塔台：118.0 MHz（130.0 MHz）
- 地面管制：121.625 MHz（130.0 MHz）

## 规划扩建方案
依据无锡机场航站楼扩建工程所提的近期目标，到2020年，机场旅客年吞吐量达到1000万人次，其中国内900万、国际100万。年飞机起降架次约为8万架次，高峰时期旅客吞吐量达每小时3460人次。到2050年，机场满足旅客年吞吐量为2500万人次。
按照江苏省民航“十一五”及至2020年发展规划，无锡硕放机场定位为枢纽机场、上海大型复合枢纽机场的重要组成部分。依托苏南地区航空客货需求，实现一类口岸开放。最终建设成2条跑道、T1、T2、T3三座共计3座航站楼，设计年旅客吞吐能力2500万人次、货邮吞吐能力150万吨。

## 军用
无锡硕放机场为东部战区空军第26特种机师空76团驻地，主要机型为空警-2000、空警-200、运指-8等。
因此，乘客在乘坐民用飞机起飞或着陆时需要关闭遮光板，出于对国家机密的保护。

## 航空公司及航点

### 境內航線
| 航空公司           | 目的地 |
| ------------------ | --- |
| 中国东方航空（MU） | 北京/大兴、重庆、广州、成都/天府、沈阳、西安、长沙、昆明、银川、乌鲁木齐、深圳、大连、厦门、青岛、三亚、铜仁、珠海、哈尔滨、桂林、呼和浩特、海拉尔、伊寧 |
| 深圳航空（ZH）     | 北京/首都、广州、成都/天府、沈阳、太原、西安、深圳、泉州、珠海、运城、重庆、长春、长沙、贵阳、惠州、烟台、兰州、临沂                                     |
| 四川航空（3U）     | 成都/双流、成都/天府、昆明、重庆、九寨、广州（经泸州）                                                                                                   |
| 湖南航空（A6）     | 成都/天府、长春、长沙、昆明、三亚、丽江、满洲里、烏魯木齊                                                                                                |
| 吉祥航空（HO）     | 南宁、哈尔滨、三亚、青岛、张家界、惠州、海口、桂林 |
| 九元航空（AQ）     | 广州、沈阳、贵阳、大连、衡阳、西双版纳 |
| 瑞丽航空（DR）     | 成都/天府、昆明、沈阳、哈尔滨、太原、深圳、西安 |
| 中国南方航空（CZ） | 深圳、广州 |
| 厦门航空（MF）     | 福州、厦门 |
| 青岛航空（QW）     | 锦州、哈尔滨 |
| 东海航空（DZ）     | 深圳 |
| 长龙航空（GJ）     | 大连 |
| 山东航空（SC）     | 青岛 |

### 港澳台/國際航線
| 航空公司            | 目的地                                           |
| ------------------- | ------------------------------------------------ |
| 深圳航空（ZH）      | 香港、澳門、首爾/仁川、大阪/关西                 |
| 中国东方航空（MU）  | 香港、澳門、首爾/仁川                            |
| 吉祥航空（HO）      | 東京/成田、大阪/关西、新加坡 （2025年8月29日起） |
| 瑞丽航空（DR）      | 濟州                                             |
| 中華航空 (CI)       | 台北/桃園                                        |
| 越南航空 (VN)       | 芽庄                                             |
| 越捷航空 (VJ)       | 芽庄                                             |
| 泰國越捷航空 (VZ)   | 曼谷/蘇凡納布                                    |
| 菲律賓皇家航空 (RW) | 馬尼拉（包機）                                   |

## 统计
| 2006 | 46 | 924,883   | 37 | 13,877.1   |
| 2007 | 43 | 1,359,830 | 37 | 19,710.5   |
| 2008 | 39 | 1,642,497 | 27 | 39,065.1   |
| 2009 | 39 | 2,217,932 | 27 | 47,021.3   |
| 2010 | 39 | 2,535,277 | 27 | 57,070.7   |
| 2011 | 39 | 2,940,122 | 27 | 66,208.0   |
| 2012 | 40 | 3,238,638 | 24 | 84,026.7   |
| 2013 | 39 | 3,590,200 | 24 | 87,600.0   |
| 2014 | 42 | 4,180,038 | 24 | 96,120.4   |
| 2015 | 42 | 4,609,344 | 25 | 89,020.0   |
| 2016 | 42 | 5,561,927 | 27 | 95,983.7   |
| 2017 | 41 | 6,683,380 | 26 | 107,598.1  |
| 2018 | 43 | 7,207,529 | 24 | 123,818.9  |
| 2019 | 42 | 7,973,446 | 22 | 145,128.16 |

请参阅源Wikidata查询.

## 机场交通

### 公路
- 无锡市区进场：进快速内环往新区方向或锡苏快速中环至景渎立交进入机场快速路，行程约20分钟。
- 苏州市区进场：进 沪蓉高速或锡苏快速中环往东桥枢纽方向至无锡新区出口进入机场互通，行程约40分钟。
- 靖江方向进场：進 京沪高速（锡澄高速公路）往无锡方向至无锡新区出口进入机场互通，行程约2小时。

### 机场巴士
- 公交专线：由无锡火车站（汽车客运总站）往返机场，沿途停靠招商城（兴源路）站、旺庄东路（新区管委会）、高浪路（机场路）站（下行），行程约40分钟。机场线票价5元/人，使用交通卡与支付宝太湖电子交通卡。
- 无锡客运站线：由无锡客运站（中央车站）往返机场，票价20元/人。
- 无锡客运西站线：由无锡客运西站（惠山城铁站）往返机场，票价35元/人。

### 公交线路
连接无锡新区与苏州新区站的苏锡公交1号线经停无锡硕放机场，于2023年3月10日开通，票价2元（刷卡1.2元）。

### 长途巴士及异地候机楼
机场辟有每日往返江阴、江阴周庄、宜兴、苏州、常熟、常熟高新区、张家港、张家港金港、泰州、泰兴、靖江、南通等地区的多条长途线路。
同时，在苏州火车站北广场、苏州客运西站、张家港、江阴、常州、兴化设有无锡硕放机场城市候机楼，提供异地值机服务。

### 轨道交通
█ 无锡地铁3号线在T1航站楼南侧设硕放机场站。3号口通往航站楼，2号口通往国际停车场。

### 出租车
碩放机场设有专用的出租車侯客區，位於候机楼1楼国际到达厅大门外。無錫市出租车运价为：起租价10元/3公里；3公里後每公里运价为1.90元；等候费每5分钟折算为1公里，无任何附加费。